# Tatave (chanson)
Pour les articles homonymes, voir Tatave.
Tatave est une chanson française créée par Édith Piaf, composée par Henri Crolla et écrite par Albert Simonin. 
Cette chanson est enregistrée le 4 septembre 1958 en un 45 tours de 3 min 54 s, avec un accompagnement d'orchestre de Robert Chauvigny.
Jacques Lorcey et Joëlle Monserrat témoignent en 2007 : « Tatave revient à l'argot pour conter l'histoire ironique du malheureux « poissard » . Mais Piaf la chante d'une manière aussi froide qu'impeccable, sans trop y croire apparemment »